# Comuna Șciîhliivka, Korostîșiv
Șciîhliivka (în ucraineană Щигліївська сільська рада) este o comună în raionul Korostîșiv, regiunea Jîtomîr, Ucraina, formată din satele Hrubske, Produbiivka, Șciîhliivka (reședința), Struțivka și Vîșneve.

## Demografie
Componența lingvistică a comunei Șciîhliivka
     Ucraineană (97,86%)
     Rusă (1,99%)
Conform recensământului din 2001, majoritatea populației comunei Șciîhliivka era vorbitoare de ucraineană (97,86%), existând în minoritate și vorbitori de rusă (1,99%).